# 추억이 빛나는 밤에
《추억이 빛나는 밤에》는 대한민국의 MBC에서 제작 · 방송한 예능 토크쇼 프로그램이다. 중년의 스타들과 추억을 테마로 이야기를 나눴다. 줄여서 추밤이라고도 부르는데 '게스트들만 즐기는 추억담'이라는 혹평을 받아 시청률 부진을 면치 못했으며 담당 연출자를 비롯한 인력이 대거 종편행을 택하여 21회 만에 막을 내려야 했다.
한편, 류시원이 전작 《여우의 집사》에 이어 메인 MC를 맡았는데 그 이후 이혼소송 등으로 지상파 활동이 뜸해졌다가 2015년 SBS 《더 레이서》진행을 맡아 지상파 복귀를 간신히 할 수 있었다.

## 출연자
- 류시원 (1~21회)
- 이경실 (1~21회)
- 김희철 (1~5회, 8~16회, 18~21회)
- 윤정수 (1~7회, 9회)
- 박휘순 (1~2회)
- 노홍철 (1회)
- 한선화 (1회)
- 조향기 (1회)
- 이홍렬 (3~4회, 6~21회)
- 홍서범 (1~10회)
- 씨스타(보라) (2회)
- 한그루 (6회)
- 주영훈 (6~7회)
- 이계인 (2회, 6~7회, 9회, 16~17회)
- 천명훈 (12~13회)

## 방송 회차
| 회차 | 방송일   | 부제                                            | 출연 게스트                                          | 촬영 장소   |
| ---- | -------- | ----------------------------------------------- | ---------------------------------------------------- | ----------- |
| 1    | 1월 6일  | "멜로의 전설" 특집                              | 노주현 vs 이영하                                     | 미확정      |
| 2    | 1월 13일 | "멜로의 여왕" 특집                              | 유지인 vs 금보라                                     | 빅트리 펜션 |
| 3    | 1월 20일 | 예능 최초 동반 출연! 최민수 * 강주은 부부       | 최민수 * 강주은 부부                                 | 빅트리 펜션 |
| 4    | 1월 27일 | 터프의 신 입자 만나다! 최민수 * 강주은 부부 2탄 | 최민수 * 강주은 부부                                 | 빅트리 펜션 |
| 5    | 2월 3일  | 개그계 원조 국민 남매 - 이홍렬 * 이성미         | 이홍렬, 이성미, 최병서, 송은이, 구봉서               | 빅트리 펜션 |
| 6    | 2월 10일 | "한지붕 세가족" 특집                            | 박원숙, 임현식, 이계인                               | 빅트리 펜션 |
| 7    | 2월 17일 | 한지붕 세가족 반상회                            | 박원숙, 임현식, 이계인, 심양홍, 현석, 김애경, 이건주 | 빅트리 펜션 |
| 8    | 2월 24일 | 80년대 말 가요 대격돌 ; 댄스 VS 발라드          | 변진섭, 이상우, 박남정, 김흥국                       | 빅트리 펜션 |
| 9    | 3월 3일  | "원조 만능 엔터테이너" 특집                     | 전영록, 김보연, 혜은이, 이계인                       | 빅트리 펜션 |
| 10   | 3월 10일 | "MBC 개그맨" 특집                               | 김병조, 최병서, 김정렬, 김숙                         | 빅트리 펜션 |
| 11   | 3월 17일 | 개그맨 황금시대의 80년대 개그 반상회            | 김병조, 최병서, 김정렬, 김숙, 김한국, 김학래, 이경애 | 빅트리 펜션 |
| 12   | 3월 24일 | 전설의 아이돌 동창회와 함께하는 H.O.T VS god    | 문희준, 토니안, 데니안, 손호영, 김태우               | 빅트리 펜션 |
| 13   | 3월 31일 | H.O.T VS god의 핫갓봉 스페셜 2탄                | 문희준, 토니안, 데니안, 손호영, 김태우               | 빅트리 펜션 |
| 14   | 4월 7일  | 원조 할매 김수미 VS 원조 공주 김자옥            | 김수미, 김자옥                                       | 빅트리 펜션 |
| 15   | 4월 14일 | 세기의 러브 스토리 - 신성일 * 엄앵란 부부       | 신성일 * 엄앵란 부부, 강수화, 이상벽                 | 빅트리 펜션 |
| 16   | 4월 21일 | "수사반장" 특집                                 | 최불암, 김상순, 조경환, 이계인                       | 미확정      |
| 17   | 4월 28일 | "된장 남녀" 스페셜                              | 전원주, 윤문식, 이수나, 이계인                       | 빅트리 펜션 |
| 18   | 5월 5일  | "인간 복사기의 계보" 스페셜                     | 남보원, 최병서, 김학도, 안윤상                       | 빅트리 펜션 |
| 19   | 5월 12일 | "젊음의 행진" 특집 ; 송승환 * 왕영은 * 정한용   | 송승환, 왕영은, 정한용                               | 빅트리 펜션 |
| 20   | 5월 19일 | '시트콤 - 세친구', 10년 만에 돌아오다!          | 윤다훈, 박상면, 정웅인, 안문숙, 안연홍               | 빅트리 펜션 |
| 21   | 5월 26일 | "원조 코미디의 밤" 스페셜                       | 김영하, 배일집, 배연정, 박세민                       | 빅트리 펜션 |